# Polo bibliotecario parlamentare
Il Polo bibliotecario parlamentare è costituito dalla Biblioteca del Senato e dalla Biblioteca della Camera ed è aperto al pubblico. 

## Storia
La Biblioteca della Camera dei deputati, intitolata a Nilde Iotti, dal 1988 ha sede in via del Seminario, nel Palazzo San Macuto. La Biblioteca del Senato della Repubblica, intitolata a Giovanni Spadolini, si è invece trasferita in piazza della Minerva nel 2003. Entrambi i palazzi facevano parte originariamente dell'Insula Domenicana, sede centrale dell'Ordine dei domenicani insieme alla Chiesa di S. Maria sopra Minerva e alla Biblioteca Casanatense.
Il 12 febbraio 2007 il presidente del Senato Franco Marini e il presidente della Camera dei Deputati Fausto Bertinotti hanno inaugurato il nuovo assetto comune delle due biblioteche parlamentari. È stata infatti aperta la porta che separa le due sedi contigue, e dal quel momento la Biblioteca del Senato e la Biblioteca della Camera sono comunicanti, consentendo la libera circolazione dei lettori, secondo regole comuni. 
L'“apertura della porta” è il punto di arrivo di un processo avviato con l'apertura al pubblico delle due biblioteche (nel 1988 la Camera, e nel 2003 il Senato), precedentemente situate a Montecitorio e a palazzo Madama.
Il Polo bibliotecario parlamentare è nato con l'obiettivo di migliorare la complessiva risposta alle esigenze di informazione e ricerca del Parlamento e del pubblico, oltre che l'efficienza e l'economicità di gestione.

## Accesso
Per accedere al Polo bibliotecario parlamentare e ottenere l'apposita tessera è sufficiente aver compiuto 16 anni e presentare un documento valido. La tessera rilasciata da una biblioteca consente l'accesso anche all'altra.

## Servizi
I lettori possono usufruire dei servizi di entrambe le biblioteche, frequentare le sale di consultazione e utilizzare i volumi presi in lettura anche nell'altra biblioteca, ad eccezione dei volumi di sala, di quelli antichi e dei periodici.
È possibile interrogare i cataloghi di entrambe le biblioteche tramite un'unica interfaccia di consultazione ed accedere alla consultazione della rete Internet da tutte le postazioni informatizzate secondo regole comuni. Complessivamente il Polo bibliotecario parlamentare ha un patrimonio di circa 2 milioni di volumi.
Il Polo pubblica periodicamente un Bollettino delle nuove accessioni, disponibile on line.

## Sedi
In fasi diverse, le due biblioteche partner del Polo convergono nel medesimo intorno topografico, l'Insula Sapientiae costituitasi nei secoli a latere della Chiesa di Santa Maria sopra Minerva.
Del convento, sviluppatosi lungo il transetto sinistro della chiesa e divenuto nel XVII secolo sede dell'Inquisizione romana o Sant'Uffizio (vi fu celebrato nel 1633 il processo a Galileo Galilei e pronunciata la sua abiura), rimane oggi ai Domenicani poco più del chiostro (peraltro largamente rifatto): il complesso edilizio, espropriato dallo Stato unitario, divenne negli anni Settanta del XIX secolo da un lato (ingresso in piazza della Minerva) sede del Ministero della Pubblica Istruzione e dall'altro (via del Seminario) sede del Ministero delle Poste.
Dopo il trasferimento del ministero delle Poste e Telegrafi all'EUR, nel 1974, la porzione dell'insula da esso occupata è stata destinata alla Camera dei deputati, che nel 1988 vi inaugurò l'accesso al pubblico della propria Biblioteca, intitolata a Nilde Iotti dal 2019.
Nel 1991, anche l'altra porzione dell'insula fu destinata ad un ramo del Parlamento italiano: il Palazzo della Minerva fu assegnato al Senato della Repubblica e, dopo lavori di ristrutturazione, nel 2003 divenne la sede della Biblioteca del Senato, intitolata a Giovanni Spadolini.